# Neidling
Neidling  är en ort och kommun  i Österrike. Den ligger i distriktet Sankt Pölten-Land i förbundslandet Niederösterreich, 60 kilometer väster om huvudstaden Wien.
Kommunen består av elva orter (Ortschaften) (inom parentes invånarantal 1 januari 2024):

- Afing (271)
- Dietersberg (95)
- Enikelberg (55)
- Flinsbach (483)
- Gabersdorf (102)
- Goldegg (23)
- Griechenberg (170)
- Neidling (113)
- Pultendorf (41)
- Watzelsdorf (118)
- Wernersdorf (60)